# منینگفورد
منینگفورد (به انگلیسی: Manningford) یک روستا و محله مدنی در بریتانیا است که در Wiltshire واقع شده‌است. منینگفورد ۴۰۵ نفر جمعیت دارد.